# 6285 Ingram
A 6285 Ingram (ideiglenes jelöléssel 1981 EA26) a Naprendszer kisbolygóövében található aszteroida. Schelte J. Bus fedezte fel 1981. március 2-án.